# Ottevattnet
Ottevattnet är en sjö i Kramfors kommun i Ångermanland och ingår i Nätraån-Ångermanälvens kustområde. Sjön har en area på 0,147 kvadratkilometer och ligger 185,1 meter över havet. Sjön avvattnas av vattendraget Backeån.

## Delavrinningsområde
Ottevattnet ingår i det delavrinningsområde (700298-162058) som SMHI kallar för Utloppet av Ottevattnet. Medelhöjden är 222 meter över havet och ytan är 3,48 kvadratkilometer. Det finns ett avrinningsområde uppströms, och räknas det in blir den ackumulerade arean 8,7 kvadratkilometer. Backeån som avvattnar avrinningsområdet har biflödesordning 2, vilket innebär att vattnet flödar genom totalt 2 vattendrag innan det når havet efter 12 kilometer. Avrinningsområdet består mestadels av skog (84 procent). Avrinningsområdet har 0,36 kvadratkilometer vattenytor vilket ger det en sjöprocent på 10,2 procent.